# Kanahia carlsbergiana
Kanahia carlsbergiana är en oleanderväxtart som beskrevs av D. Field, I. Friis och M.G. Gilbert. Kanahia carlsbergiana ingår i släktet Kanahia och familjen oleanderväxter. Inga underarter finns listade i Catalogue of Life.